# Daniel J. Harrington
Daniel J. Harrington (Arlington, 19. srpnja 1940. – Weston, 7. veljače 2014.) bio je američki isusovac i bibličar.

## Životopis
Rodio se u obitelji irskog useljenika Florencea D. Harringtona i Mary Agnes (rođ. Brady) u Arlingtonu. U rodnom je mjestu završio katoličku osnovnu školu. Uspješno igrajući hokej upisao je srednju školu u Dorchesteru gdje je igrao za njihov tim. Tamo su mu nastavnici i treneri bili isusovci. Primljen je 1958. godine među isusovce te je upućen u novicijat u Gloucesteru.
Nakon studija filozofije na Harvardu studirao je bliskoistočne jezike te je specijalizirao židovstvo u vremenu Drugog hrama. Nakon toga odlazi u Jeruzalem na Dominikansku biblijsku školu. Teološki je dio studija završio na isusovačkom učilištu „Weston School of Theology” u Cambridgeu. Zaređen je za svećenika 1971. godine.
Nakon doktorata počinje predavati na Westonu. Godine 1972. preuzeo je uredništvo isusovačkog časopisa „New Testament Abstratcs”.
Napisao je oko 60 knjiga u kojima je obrađivao opći katolički pristup Bibliji, povijesnog Isusa te komentare na pojedine knjige Novoga zavjeta.

### Članci
- Zovkić, Mato. 2014. Američki bibličar Daniel Harrington, D. I. (1940.-2014.). Vrhbosnensia. Univerzitet u Sarajevu – Katolički bogoslovni fakultet. Sarajevo. 18 (2): 445–453